# 리사 프랑켄슈타인
《리사 프랑켄슈타인》(영어: Lisa Frankenstein)은 2024년 개봉한 미국의 공포 코미디 영화이다. 디아블로 코디가 각본을 맡았으며, 젤다 윌리엄스의 장편 연출 데뷔작이다.
이 영화는 2024년 2월 9일 미국에서 포커스 피처스를 통해 개봉되었다. 이 영화는 비평가들로부터 엇갈린 평가를 받았고, 1,300만 달러의 제작 예산에 비해 990만 달러의 수익을 올렸다.

## 줄거리
1989년, 10대 소녀 리사는 2년 전 도끼 살인마에게 어머니를 잃은 슬픔에서 벗어나지 못하고 있다. 아버지는 재혼하여 새어머니와 의붓 여동생 태피와 함께 살게 되었지만, 리사는 주로 공동묘지에서 시간을 보낸다. 어느 날 파티에서 리사는 짝사랑하는 마이클과 어색한 만남을 갖고, 실험 파트너에게 성추행을 당한다. 다시 묘지로 돌아간 리사는 1837년에 사망한 피아니스트의 무덤 앞에서 이야기를 나누고, 그 무덤에 번개가 치면서 피아니스트는 좀비로 부활한다.
'괴물'이라 불리는 이 좀비는 리사의 집에 침입하지만, 리사는 그를 묘지에서 보았던 남자임을 알아보고 옷장에 숨긴다. 리사는 괴물을 숨기기 위해 도둑 침입을 꾸며내지만, 새어머니 재닛은 리사를 정신병원에 보내겠다고 위협한다. 이에 괴물은 재닛을 살해하고 귀를 잘라낸다. 리사는 괴물의 몸에 재닛의 귀를 봉합하지만, 전기가 있어야 작동한다는 것을 깨닫는다. 태피의 태닝 베드를 이용해 귀를 되살리고, 괴물의 외모도 인간에 가까워진다. 리사는 실험 파트너 더그를 묘지로 유인하여 괴물에게 그의 손을 잘라주는데, 괴물은 더그를 살해하고 재닛과 함께 시체를 숨긴다. 피아노를 다시 칠 수 있게 된 괴물은 리사와 유대감을 쌓아간다.
경찰은 재닛과 더그의 실종을 수사하기 시작하고, 리사가 연루되었음을 눈치채지만 리사는 수사에 협조하지 않는다. 마이클이 태피와 자고 있는 것을 목격한 리사는 절망하고, 괴물은 마이클의 성기를 자른다. 괴물이 태피를 공격하려 하자 리사는 그를 막고, 괴물을 쫓아 공동묘지로 간다. 리사는 태피에게 어머니의 묵주를 건네고 괴물을 따라 숲으로 향한다.
괴물은 리사에게 사랑을 고백하고, 둘은 경찰관을 무덤에 던져 넣고 묘지를 떠난다. 리사는 괴물에게 마이클의 성기를 붙여주어 성관계를 맺는다. 이후 리사는 체포를 피하기 위해 태닝 베드에서 감전사할 것을 괴물에게 부탁하고, 괴물은 그녀의 부탁대로 리사를 죽인다. 
이후 리사의 아버지와 태피는 리사의 무덤을 방문하고, 태피는 묘비에 '사랑하는 아내'라는 글귀가 새겨진 것을 발견한다. 마지막 장면에서 괴물은 벤치에 앉아 시를 읊고, 그의 무릎 위에는 부활한 리사가 눈을 뜬다.

## 출연진
- 캐스린 뉴턴 - 리사 스월로스
- 콜 스프라우스 - 괴물
- 라이사 소베라노 - 태피 스월로스
- 헨리 아이컨베리 - 마이클 트렌트
- 조 크레스트 - 데일 스월로스
- 칼라 구지노 - 재닛 스월로스